# Ključevska Sopka
Ključevska Sopka (ruski: Ключевская сопка; također poznat kao Ključevskoj, ruski: Ключевской) je stratovulkan, najviša planina na poluotoku Kamčatka u Rusiji i najviši aktivni vulkan Euroazije. To je najviša planina u Sibiru. Njegov strmi, simetrični stožac nalazi se oko 100 km od Beringovog mora. Vulkan je dio prirodnih vulkana Kamčatke, koji su na popisu UNESCO-ove svjetske baštine.
Vulkan Ključevska Sopka se pojavio prije 6000 godina. Njegova prva zabilježena erupcija dogodila se 1697. godine i od tada je gotovo kontinuirano aktivna, kao i mnogi susjedni vulkani. Na njega su se prvi put popeli 1788. godine Daniel Gauss i još dvojica članova Billingsove ekspedicije. Nisu zabilježeni drugi usponi do 1931. godine, kada je nekoliko alpinista nastradalo od leteće lave pri silasku. Slične opasnosti postoje i danas, pa je malo uspona na vrh.
Neki autohtoni narodi Ključevsku Sopku smatraju svetim, a oni ih smatraju mjestom na kojem je svijet stvoren. Drugi vulkani u regiji imaju slično duhovno značenje, ali Ključevska Sopka je najsvetiji vulkan od svih.